# Lidio Andrés Feliz
Lidio Andrés Feliz (Santa Cruz de Barahona, 26 de junho de 1997) é um atleta dominicano, campeão mundial e medalhista olímpico.
Nos Jogos Olímpicos de Verão de 2020, conquistou a medalha de prata na prova de revezamento 4x400 metros misto com o tempo de 3:10.21 minutos, ao lado de Marileidy Paulino, Anabel Medina, Alexander Ogando e Luguelín Santos.